# بوکووکو
بوکووکو (به لهستانی:  Bukówko) یک روستا در لهستان است که در گمینا تخووو واقع شده‌است. بوکووکو ۳۲۰ نفر جمعیت دارد.